# South Sheridan (Dakota del Norte)
South Sheridan es un territorio no organizado ubicado en el condado de Sheridan en el estado estadounidense de Dakota del Norte. En el Censo de 2010 tenía una población de 62 habitantes y una densidad poblacional de 0,17 personas por km².

## Geografía
South Sheridan se encuentra ubicado en las coordenadas 47°24′0″N 100°21′49″O / 47.40000, -100.36361. Según la Oficina del Censo de los Estados Unidos, South Sheridan tiene una superficie total de 358.88 km², de la cual 348.96 km² corresponden a tierra firme y (2.76%) 9.92 km² es agua.

## Demografía
Según el censo de 2010, había 62 personas residiendo en South Sheridan. La densidad de población era de 0,17 hab./km². De los 62 habitantes, South Sheridan estaba compuesto por el 96.77% blancos, el 3.23% eran afroamericanos, el 0% eran amerindios, el 0% eran asiáticos, el 0% eran isleños del Pacífico, el 0% eran de otras razas y el 0% pertenecían a dos o más razas. Del total de la población el 3.23% eran hispanos o latinos de cualquier raza.